# Chlaeniini
I Chlaeniini Brulle, 1834 sono una piccola tribù di coleotteri carabidi della sottofamiglia Licininae, diffusa in tutto il mondo.

## Descrizione
I Chlaeniini sono coleotteri di medie o piccole dimensioni, forma ovale e colore metallico, spesso verde chiaro. Alcuni generi (Callistus) presentano decorazioni a colori contrastanti giallo-nere.

I caratteri che permettono di distinguerli dagli altri carabidi sono: le tibie anteriori con una incavatura all'apice, le elitre a curvatura regolare e gli occhi sormontati da una sola setola.

Rispetto agli Harpalinae, con cui sono imparentati, i Chlaeniini hanno zampe posteriori più allungate e capo piccolo e ovale.

## Tassonomia
Comprende i seguenti generi:
- Sottotribù Callistina Laporte, 1834
  - Callistomimus Chaudoir, 1872
  - Callistus Bonelli, 1810
- Sottotribù Chlaeniina Brulle, 1834
  - Actodus Alluaud, 1915
  - Chlaenius Bonelli, 1810
  - Eccoptomenus Chaudoir, 1850
  - Ectenognathus Murray, 1958
  - Harpaglossus Motschulsky, 1858
  - Hololeius LaFerte-Senectere, 1851
  - Mirachlaenius Facchini, 2011
  - Parachlaenius Kolbe, 1894
  - Perissostomus Alluaud, 1930
  - Procletodema Peringuey, 1899
  - Procletus Peringuey, 1896
  - Rhopalomelus Boheman, 1848
  - Sphodroschema Alluaud, 1930
  - Stenoodes Basilewsky, 1953
  - Stuhlmannium Kolbe, 1894
  - Vachinius Casale, 1984